# سدک (استان اشوی‌داشکسیه)
سدک (به لهستانی: Sędek) یک منطقهٔ مسکونی در لهستان است که در گمینا واگوو (استان اشوی‌داشکسیه) واقع شده‌است. سدک ۳۳۲ نفر جمعیت دارد.